# Koło łańcuchowe
Koło łańcuchowe to element przekładni łańcuchowej w postaci koła z uzębieniem przystosowanym do współpracy z łańcuchem.
Występują jedno-, dwu- i trzyrzędowe. 
Mogą być wykonane w wersji standardowej lub pod tuleje, z wieńcem zębatym, najczęściej hartowanym (indukcyjne hartowanie wrębów koła).  
Wykonane mogą być z materiału:
- stal węglowa,
- stal nierdzewna,
- żeliwo.

Koła zębate łańcuchowe posiadają w swojej konstrukcji piastę do standardowego rozwiertu lub piasta może być wyposażona w otwór stożkowy pod Taper Lock.
Wieniec koła może być bez hartowania lub hartowany indukcyjnie.

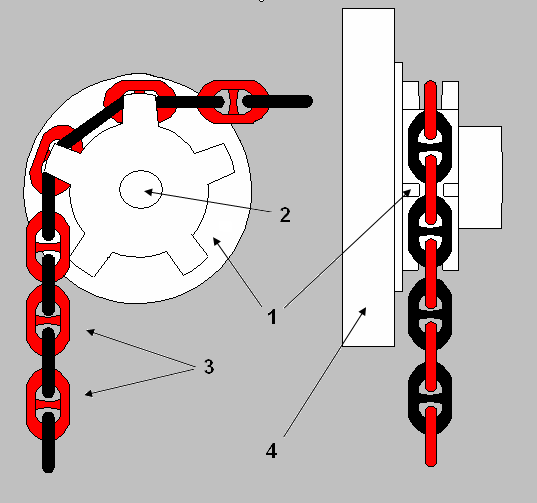
koło współpracujące z łańcuchem ogniwowym
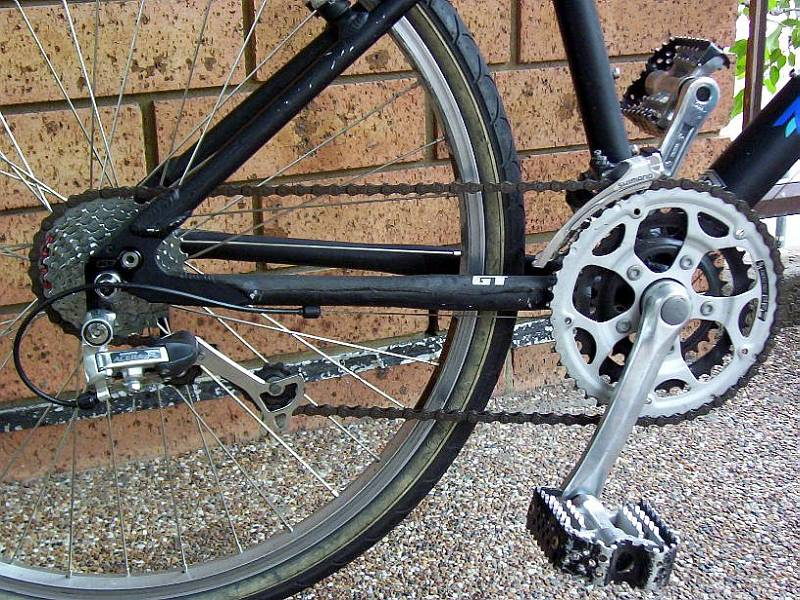
koła współpracujące z łańcuchem drabinkowym (przekładnia roweru)